# Chor (Architektur)

Der Chor im engeren Sinn (Binnenchor) eines typisierten Kirchengrundrisses, rötlich markiert. Den Chor bilden hier zwei Chorjoche. Der rechts anschließende mittelschiffsbreite Halbkreis (die Chorapsis) gehört nicht zum eigentlichen Chorraum.

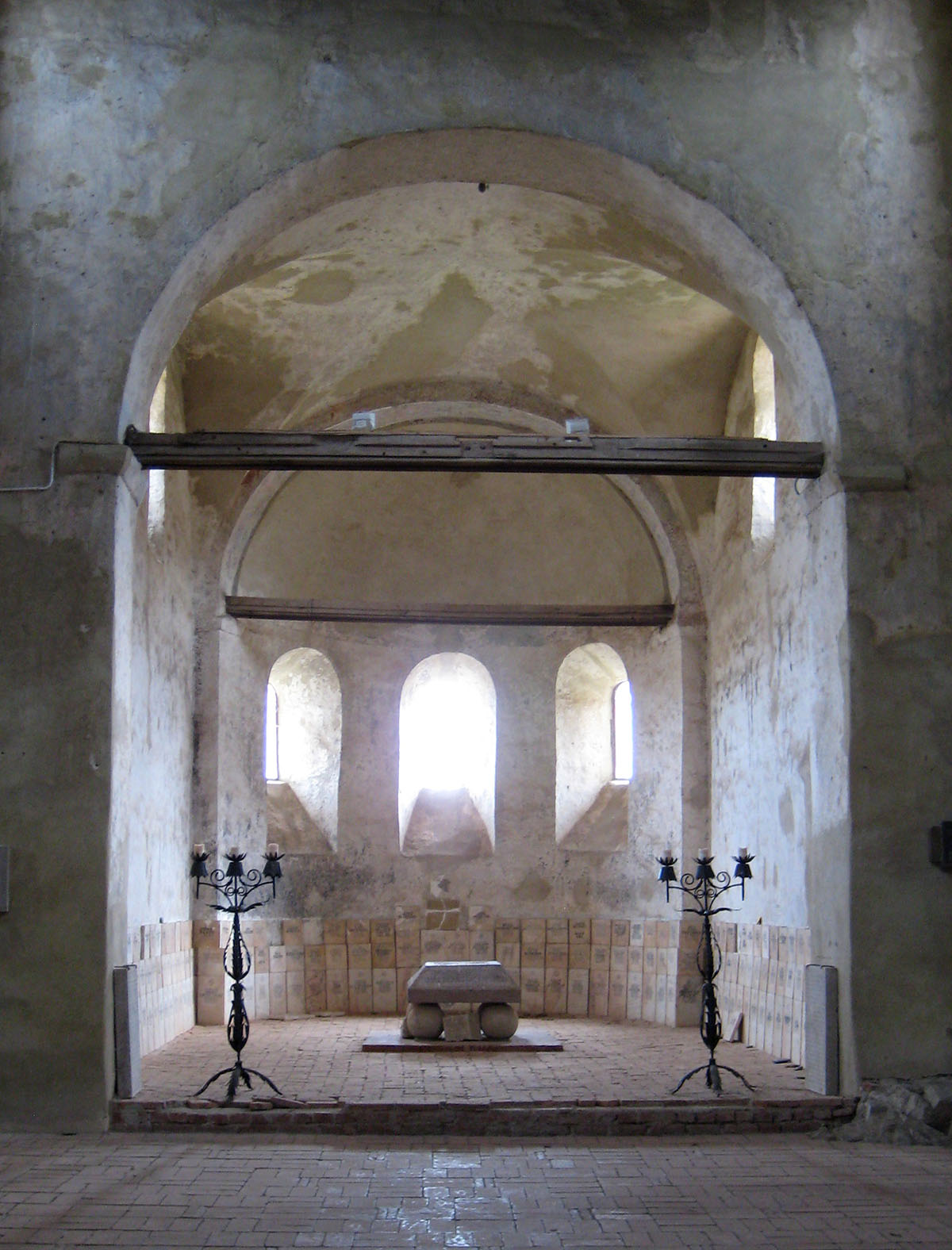
Chor – bestehend aus quadratischem Chorjoch und halbrunder Apsis – der romanischen Kirchenburg in Michelsberg (Siebenbürgen)

In einem Sakralbau bezeichnet der Chor, auch Chorraum, Presbyterium oder Altarraum genannt, jenen Platz in Kirchen, der den Hauptaltar umgibt und der früher dem Klerus oder den Ordensgemeinschaften zur Feier des Stundengebets vorbehalten war. Die Kleriker, die in Kathedralen, Basiliken oder Ordenskirchen an der gemeinsamen Liturgie mitwirken, werden Chorherren genannt. Ursprünglich war der Chor – seinem Namen entsprechend – der Raum für die Sänger der Liturgie.
Der Hauptaltarraum der Kirche wird als capella maior bezeichnet (in der Grafik ist dieser Raum gelb markiert) und ist vom Chor zu unterscheiden.
Der Begriff „Chor“ kann sich auch auf einen abgegrenzten Bereich fern vom Hauptaltar beziehen, etwa als Nonnenchor.
Ein Chor kann in der Breite ein- oder mehrschiffig sein und in der Tiefe ein oder mehrere Joche umfassen. Die Begriffe Binnenchor, Hochchor und Hoher Chor bezeichnen bei mehrschiffigen Chorbauten den inneren Chorbereich in Abgrenzung von den Seitenschiffen und dem ggf. vorhandenen Chorumgang. Der Chorumgang gehört nicht zum Chor im engeren Sinn, da er nicht dem Klerus vorbehalten war. Es gibt aber auch eine erweiterte Definition des Begriffs Chor, die den gesamten den Hauptaltar beinhaltenden Gebäudeflügel einschließt und manchmal im architektonischen Bereich Verwendung findet. Im Folgenden wird die engere Definition verwendet.

## Baugestaltungen
Der Chor befindet sich bei Langbauten meist am östlichen Ende des Kirchenschiffs. Doch gibt es zahlreiche Ausnahmen, bei denen der Chor in andere Himmelsrichtungen weist oder wo eine Kirche zwei gegenüberliegende Chöre (eine sogenannte Doppelchoranlage) hat. Bei Kreuzkirchen bildet der Chor neben Querhaus und Langhaus eine der Achsen des Kreuzes.
Der Chor besteht aus einem rechteckigen Chorhaus (bei quadratischem Grundriss auch Chorquadrat genannt) und dem Chorschluss. Wenn der Chorschluss halbkreisförmig oder polygonal ist, wird er auch Apsis genannt. Der Chorschluss kann mit einer Wand oder (typisch im Falle eines Chorumgangs) mit einer Reihe von Säulen begrenzt sein. Für bestimmte Bauformen des Chorschlusses gibt es eigene Bezeichnungen. Ein apsisloser Chor mit geradem Chorschluss (auch als flacher oder platter Chorschluss bezeichnet) wird Rechteck- oder Kastenchor genannt. Der Scheitelpunkt der Chorapsis bzw. des Chorumgangs wird Chorscheitel genannt.
Zwischen dem Chorhaus und dem Langhaus, bzw. zwischen dem Chorhaus und der Vierung, kann sich ein Chorbogen befinden, der den Beginn des Chors markiert. Zur Abgrenzung des Chors vom Rest der Kirche können Chorschranken oder ein Lettner dienen. Der dem Klerus vorbehaltene Bereich reichte manchmal über den eigentlichen Chor hinaus bis in die Vierung oder gar bis in das Langhaus. Daher unterscheidet man gelegentlich den architektonischen Chor (die Ostachse der Kirche) vom liturgischen Chor (dem gesamten Klerikerbereich). Zur genaueren Differenzierung kann man den Bereich, in dem das Chorgestühl steht, als Chorus im engeren Sinne vom Presbyterium oder Sanktuarium, dem Altarbereich mit den Sitzen der die Messe zelebrierenden Priester, unterscheiden.
Das Bodenniveau des Chors kann gegenüber dem Rest der Kirche erhöht sein. In altchristlicher Zeit wurde der Chor ohne besondere architektonische Ausformung gestaltet und war nur durch Schranken innerhalb des Kirchenraums unterteilt. Später trat er als selbstständiger Teil des Bauwerks hervor und wurde häufig – insbesondere in der Romanik – über einer Krypta erhöht. In der Romanik und der Gotik wurden Chöre mit Chorumgang und Kapellenkranz gebaut. Die reichste Ausgestaltung dieser Chorform findet man in den Kathedralen Frankreichs.
Gelegentlich kommt es vor, dass die Achsenausrichtung des Chors von der des Hauptschiffs geringfügig abweicht, was am Bau kaum oder gar nicht erkennbar ist. In diesen Fällen wird gern behauptet, dieser Achsenknick sei ein Symbol des zur Seite geneigten Hauptes des sterbenden Christus am Kreuz. Für diese sachlich nicht haltbare Theorie gibt es weder historische Quellen, noch pflegte der mittelalterliche Mensch Grundrisse zu lesen; vielmehr sind baugeschichtliche oder baustatische Gründe die Ursache für solche Abweichungen.
Der Bauingenieur Erwin Reidinger ist der Frage nach der Ursache der geknickten Kirchenachsen (des Achsknicks) auf naturwissenschaftlicher Basis an zahlreichen Beispielen nachgegangen (z. B. Pfarrkirche St. Peter im Moos). Dabei hat er festgestellt, dass es sich um unterschiedliche astronomische Orientierungen der Achsen von Langhaus und Chor nach der aufgehenden Sonne (Metapher für Christus) handelt. Die Tage, an denen orientiert wurde, nennt er Orientierungstage; sie waren im jeweiligen Bauprogramm festgelegt (z. B. Karfreitag, Ostersonntag). Wichtig war dabei die Steigerung der Heiligkeit der Orientierungstage, die stets vom Langhaus (Raum der Gemeinde) zum Chor (Abbild des Himmlischen Jerusalems) steigen muss.
Ein Chorgestühl befindet sich meist an den Längsseiten des Chors. Während traditionell der Hauptaltar als Hochaltar am Ostende des Chors an der Stirnseite der Apsis steht, kann er sich in modernen Kirchen auch als Volksaltar frei stehend im Westen des Chors befinden, an der den Gläubigen zugewandten Seite.

## Chorschlüsse verschiedener Epochen

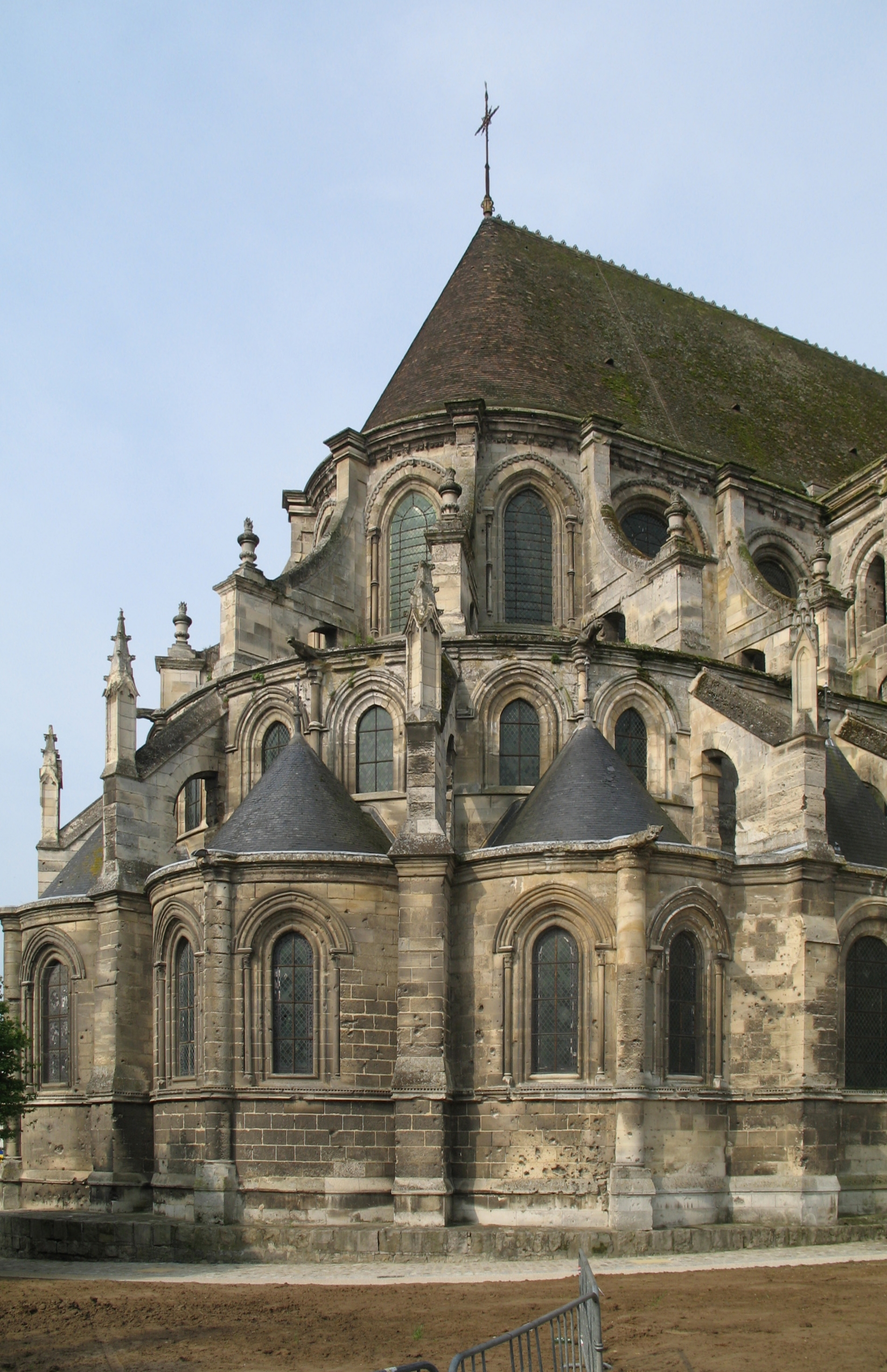
Kathedrale von Noyon, ab 1157: Binnenchor, Umgang und Kapellen schließen rund.

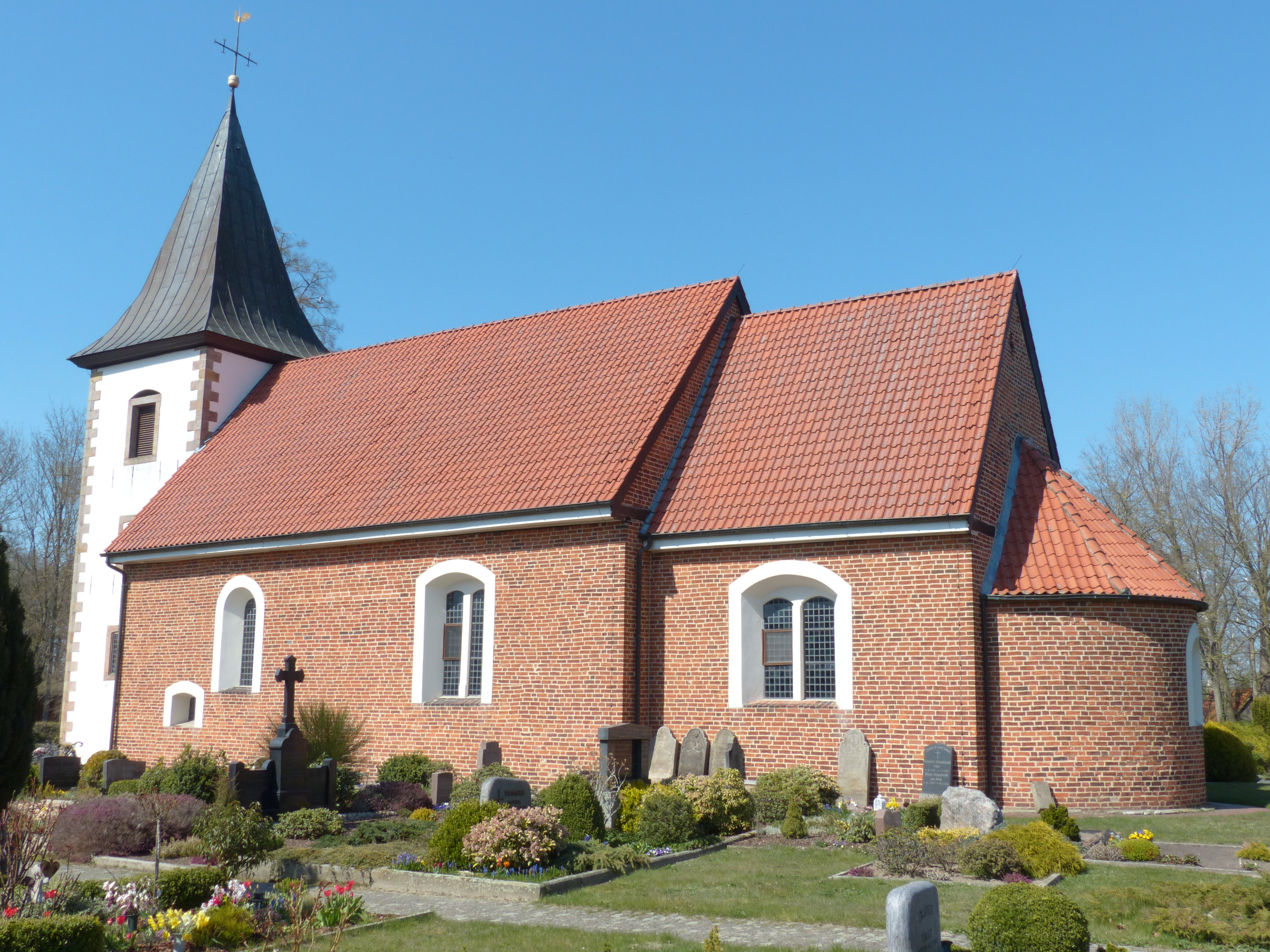
St. Katharinen in Neuenkirchen bei Bassum, Niedersachsen: spätes 12. Jahrhundert, Chorquadrum und halbrunde Apsis

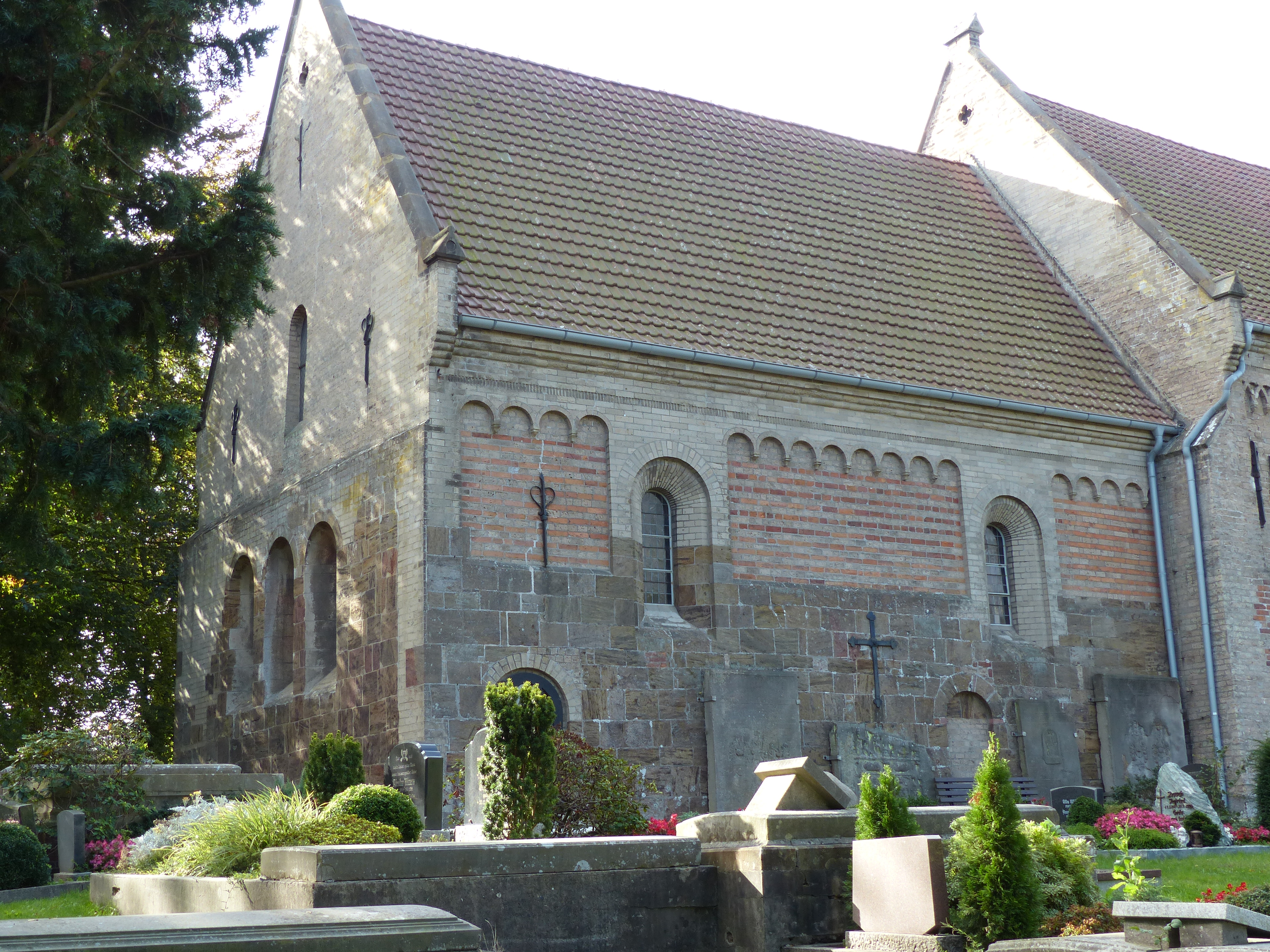
Rechteckchor von St. Hippolyt (2. Hälfte 12. Jh.) in Blexen an der Wesermündung: Dreifenstergruppe anstelle der ursprünglichen Apsis

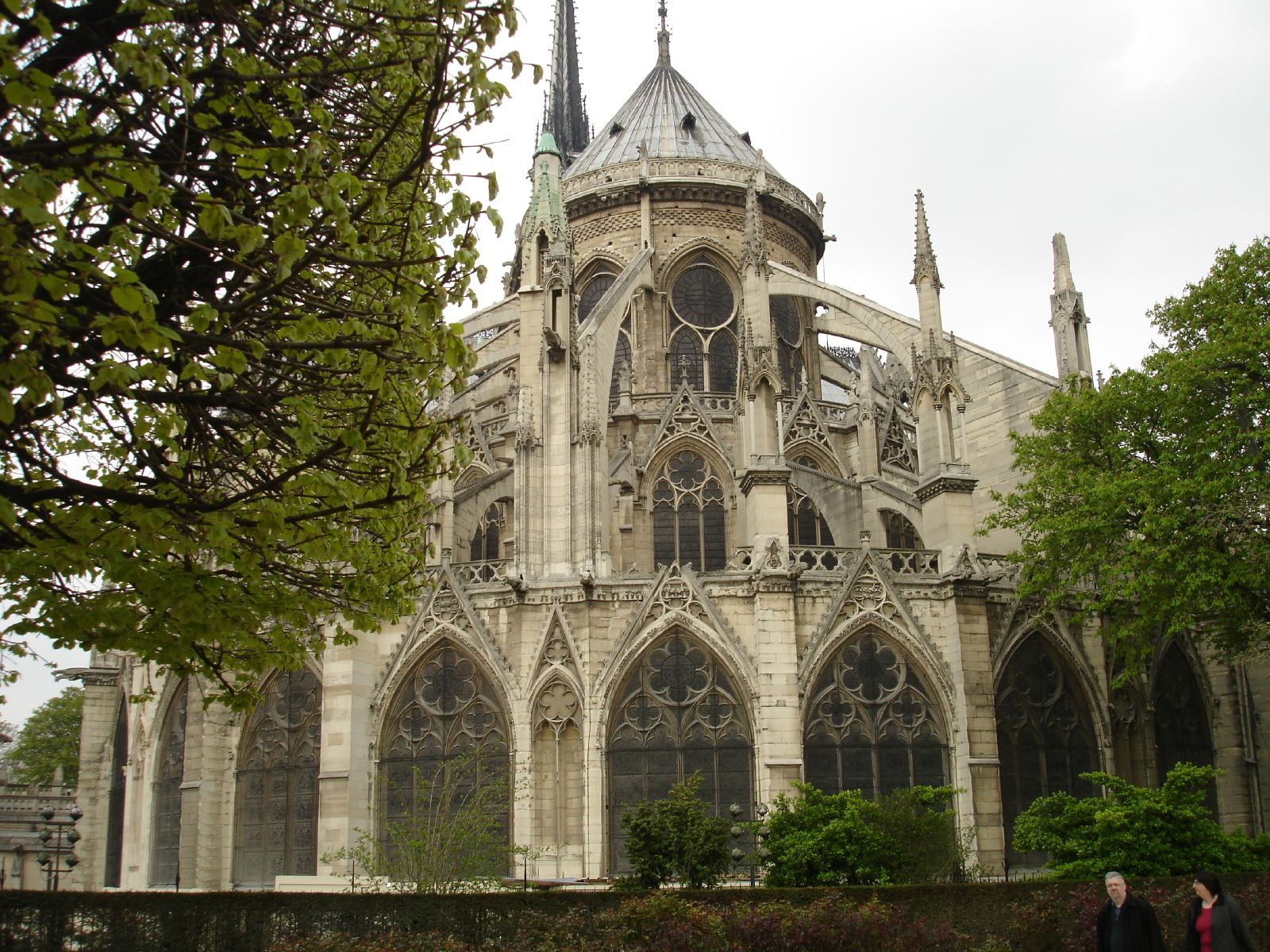
Notre-Dame de Paris, Chor 1163–1182, Chorschluss und Außenwand der Chorempore noch halbrund, nur Kapellenkranz des 13. Jahrhunderts polygonal

Aus der Romanik ist der Dorfkirchen-Grundrisstyp der Chorquadratkirche bekannt. Er besteht aus einem einschiffigen Langhaus und eingezogenem Chorquadrat, manchmal mit Apsis, meist zunächst ohne Turm. Bei nicht wenigen heute rechteckig schließenden Dorfkirchen ist archäologisch eine Apsis nachgewiesen, die irgendwann entfernt wurde.
In Zisterzienserkirchen ist der gerade Chorschluss teilweise bevorzugt worden (z. B. Kloster Loccum), in der englischen Gotik grundsätzlich (mit der Kathedrale von Canterbury als einsamer Ausnahme).
In Nordengland endet der Chor oft mit einer Ostfassade (siehe Kathedrale von Lincoln).
Die brandenburgischen Zisterzienserkirchen zeigen eine Zeitentwicklung: Kloster Lehnin (Chor romanisch, bis 1213) mit halbrunder Apsis, Kloster Zinna (wohl ab 1226, gotische Spitzbogenfenster) innen rund, außen polygonal, Kloster Chorin (1273–1319, hochgotisches Maßwerk) polygonal ohne Umgang. In Mecklenburg erhielt Kloster Sonnenkamp (Chor bis 1244, frühgotisch) einen rechteckigen Schluss, Doberan (Rohbau bis 1296, hochgotisch) einen polygonalen Umgangschor. Franziskanerkirchen gibt es in der Mark Brandenburg sowohl mit geradem Chorschluss, z. B. in Prenzlau, als auch polygonal, z. B. St. Johannis in Brandenburg.
In den Zisterzienserkirchen nahm der Chor oft den größten Teil des Mittelschiffs ein, da sie keine Pfarrkirchen waren. Er war geteilt in den Mönchschor, auch Herrenchor genannt, und den westlich (des Lettners) anschließenden Chor der Laienbrüder.
Als Kennzeichen der Gotik gelten polygonale, also vieleckige Chorschlüsse, aber in Frankreich schlossen vom Beginn der Gotik um 1140 (Abteikirche Saint-Denis) bis kurz nach 1180 alle gotischen Chöre und Kapellen rund, obwohl es in Frankreich schon in der Romanik neben vorherrschend runden vereinzelt auch polygonale Chorschlüsse gegeben hatte. Erst nach dem 1181 geweihten polygonalen Westchor des spätromanischen Wormser Doms setzten sich die polygonalen Chorschlüsse in der Gotik durch. Sie werden nach der Anzahl der Segmentteile benannt (z. B. als 5/8-Schluss). Ein Vorzeigebeispiel polygonaler Choranlagen im Rheinland findet man in der Stiftskirche St. Martin und St. Severus in Münstermaifeld.

## Doppelchoranlagen
Bereits bei antiken Basiliken (z. B. in Leptis Magna und in Volubilis) gab es Apsiden an beiden Schmalseiten. Seit der karolingischen Zeit und der europäischen Romanik gab es Kirchen mit Doppelchor, bei der ein Ost- und ein Westchor erbaut wurden. Beispiele hierzu sind der Mainzer Dom, der Wormser Dom, der Trierer Dom, der Bamberger Dom, St. Michael und St. Godehard in Hildesheim, der Naumburger Dom und das Bonner Münster; aber auch in anderen Gegenden Europas (z. B. Kathedrale von Nevers) finden sich vereinzelte Beispiele. Die Bedeutung ist nicht eindeutig geklärt. Im Naumburger Dom etwa sind im Westchor die weltlichen Stifter der Kirche abgebildet. Der Westchor konnte zur Entfaltung einer eigenen Liturgie genutzt werden. Andererseits konnte die Bildung eines Westchores aber auf das Vorbild von Alt-St. Peter in Rom verweisen, wo aus topographischen Gründen der Hauptaltar im Westen stand. Ein eigener Westchor konnte daher die besondere Bedeutung einer Kirche und ihre Verbundenheit mit Rom ausdrücken.

## Sonstige besondere Chorformen

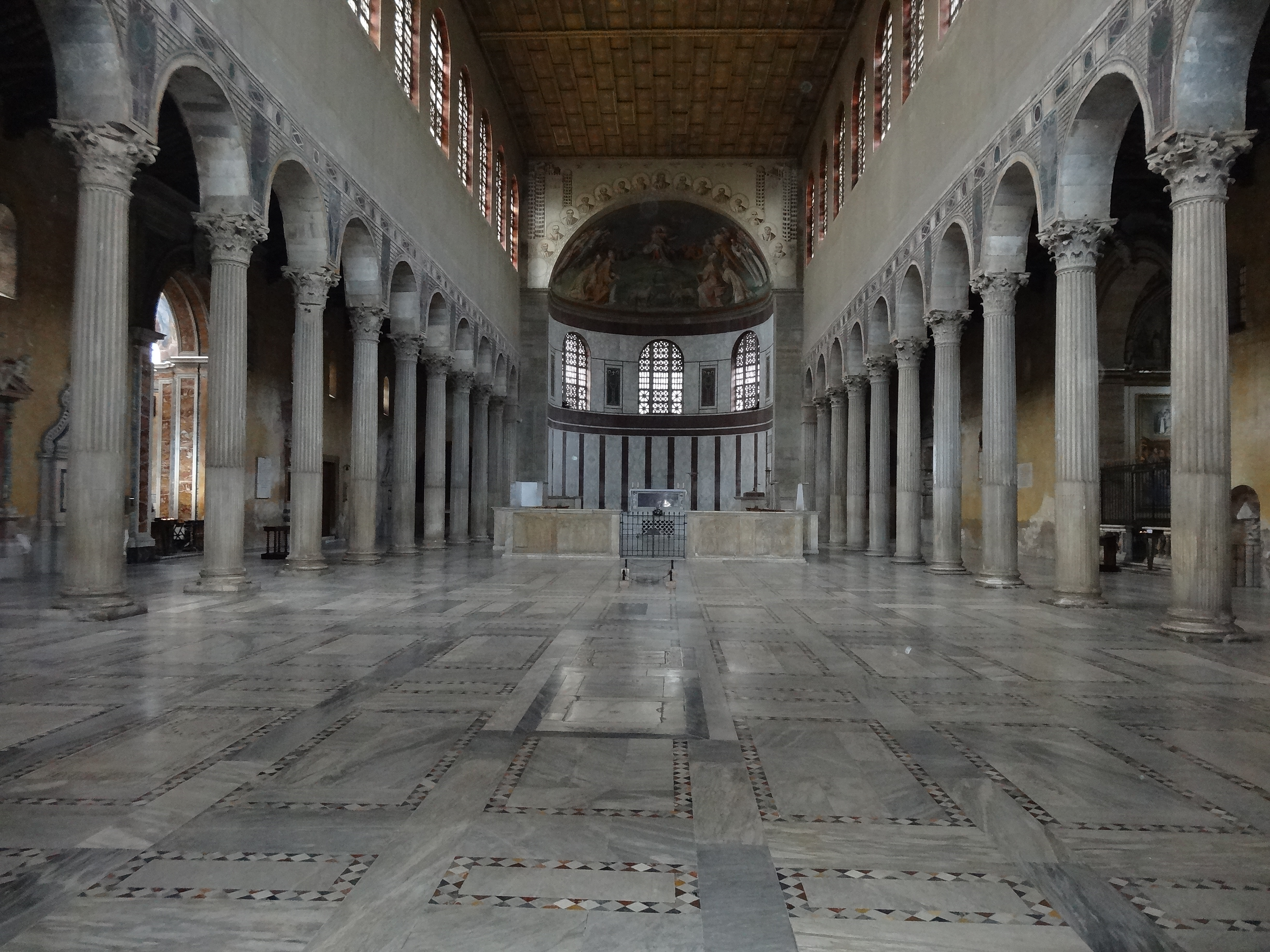
Schola cantorum in der Kirche Santa Sabina in Rom

Weiter werden die Chorformen unterschieden, die sich aus dem Verhältnis zum Rest der Kirche und deren Anbauten ergeben:
- Ein eingezogener Chor ist schmaler als das Mittelschiff.
- Ein Hallenchor ist ein mehrschiffiger Chor einer Hallenkirche.
- Ein Retrochor ist eine Choranlage hinter dem eigentlichen Chorraum. Er ist oft in englischen Kathedralen zu finden, etwa der Kathedrale von Winchester.
- Ein Staffelchor (auch Benediktinerchor genannt) hat einen Hauptchor und in ihrem Verlauf sich verkürzende Nebenchöre.
- Bei einem Drei-Konchen-Chor enden die Querhausarme wie der Hauptchor mit Konchen bzw. Apsiden (Trikonchos, Kleeblattanlage). Hier sind die karolingische Heiligkreuzkapelle in Müstair, die romanische Kirche St. Maria im Kapitol in Köln und die gotische Elisabethkirche in Marburg als Beispiele zu nennen.
- Ein über dem Chor gebauter Kirchturm wird Chorturm genannt.

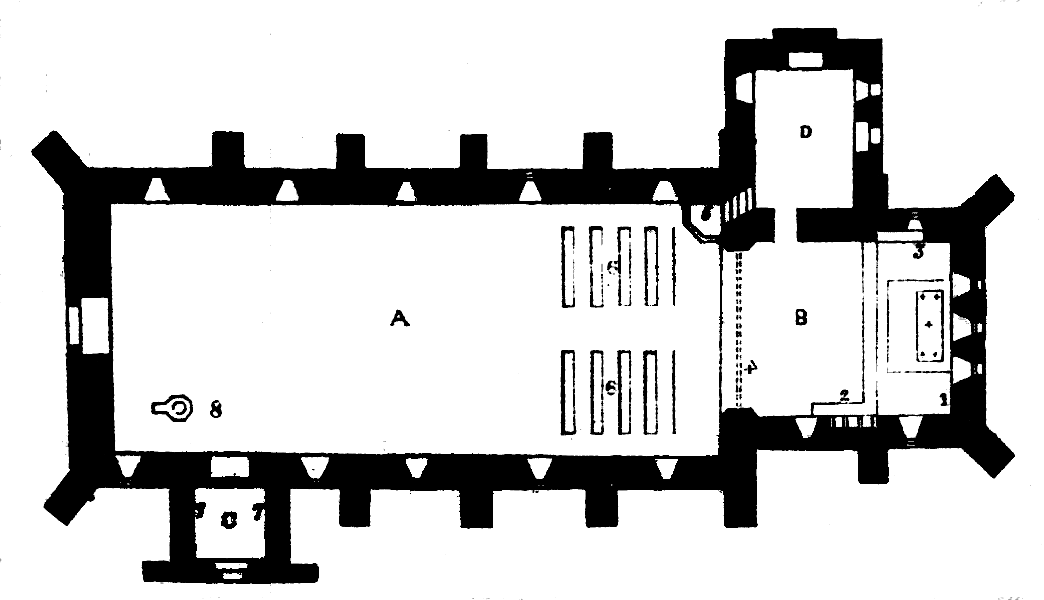
Einschiffiges Langhaus (A) mit eingezogenem Chor (B) und geradem Chorschluss
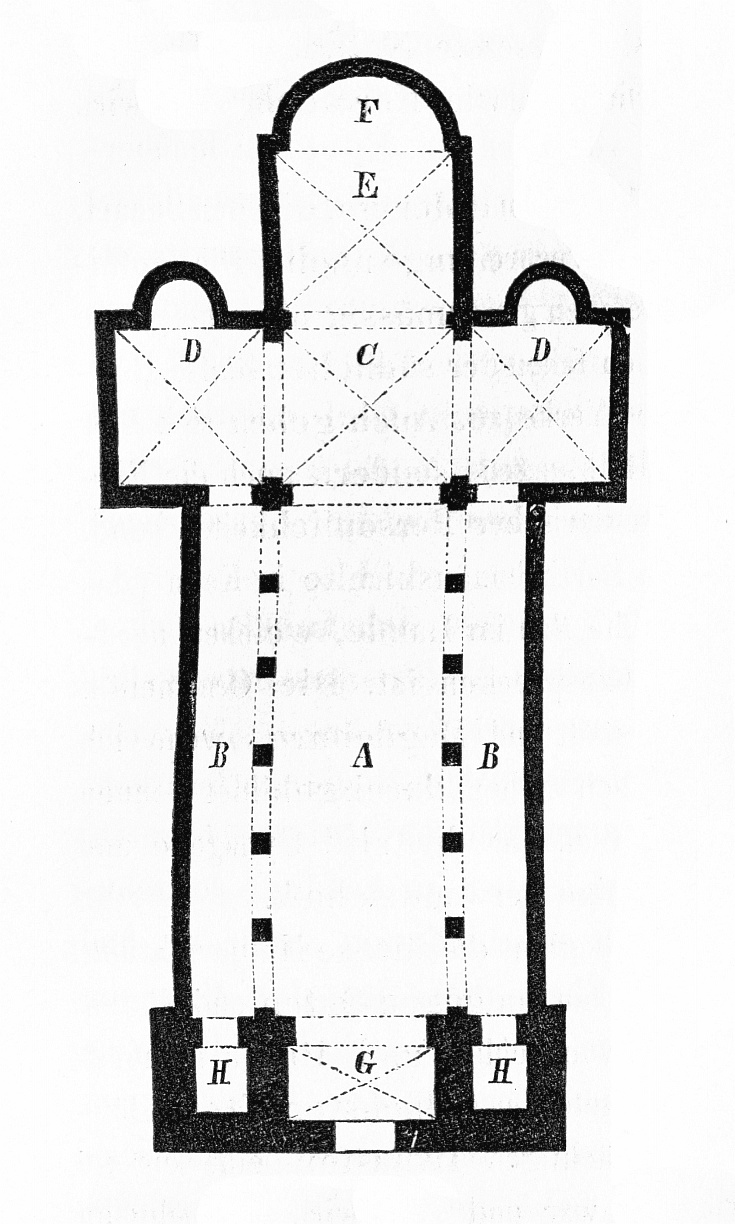
Langhaus mit Mittelschiff (A), Seitenschiffen (B), Vierung (C), Querschiff (D), Chor (E) und Apsis (F)
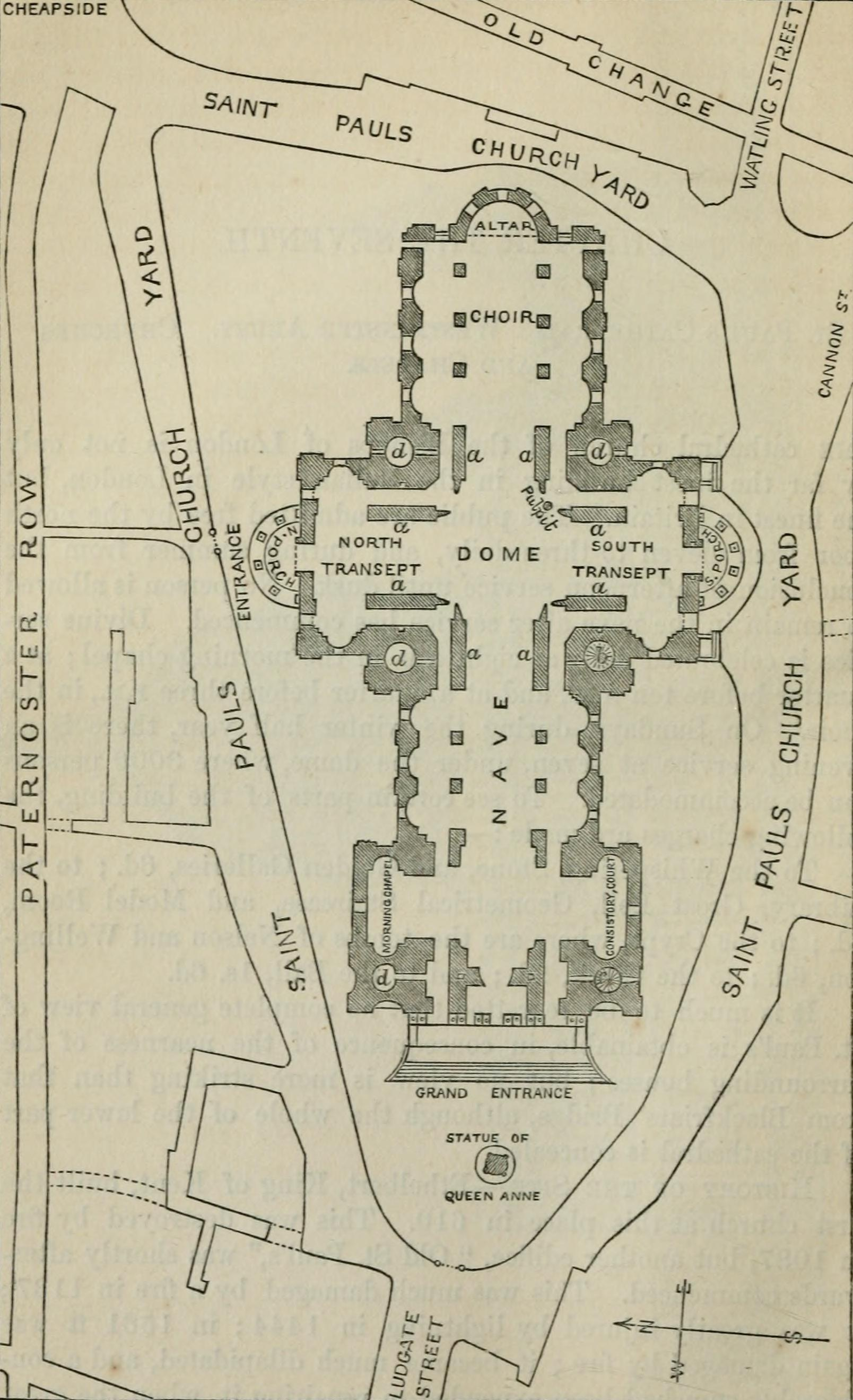
Dreischiffiger Chor der St Paul’s Cathedral in London
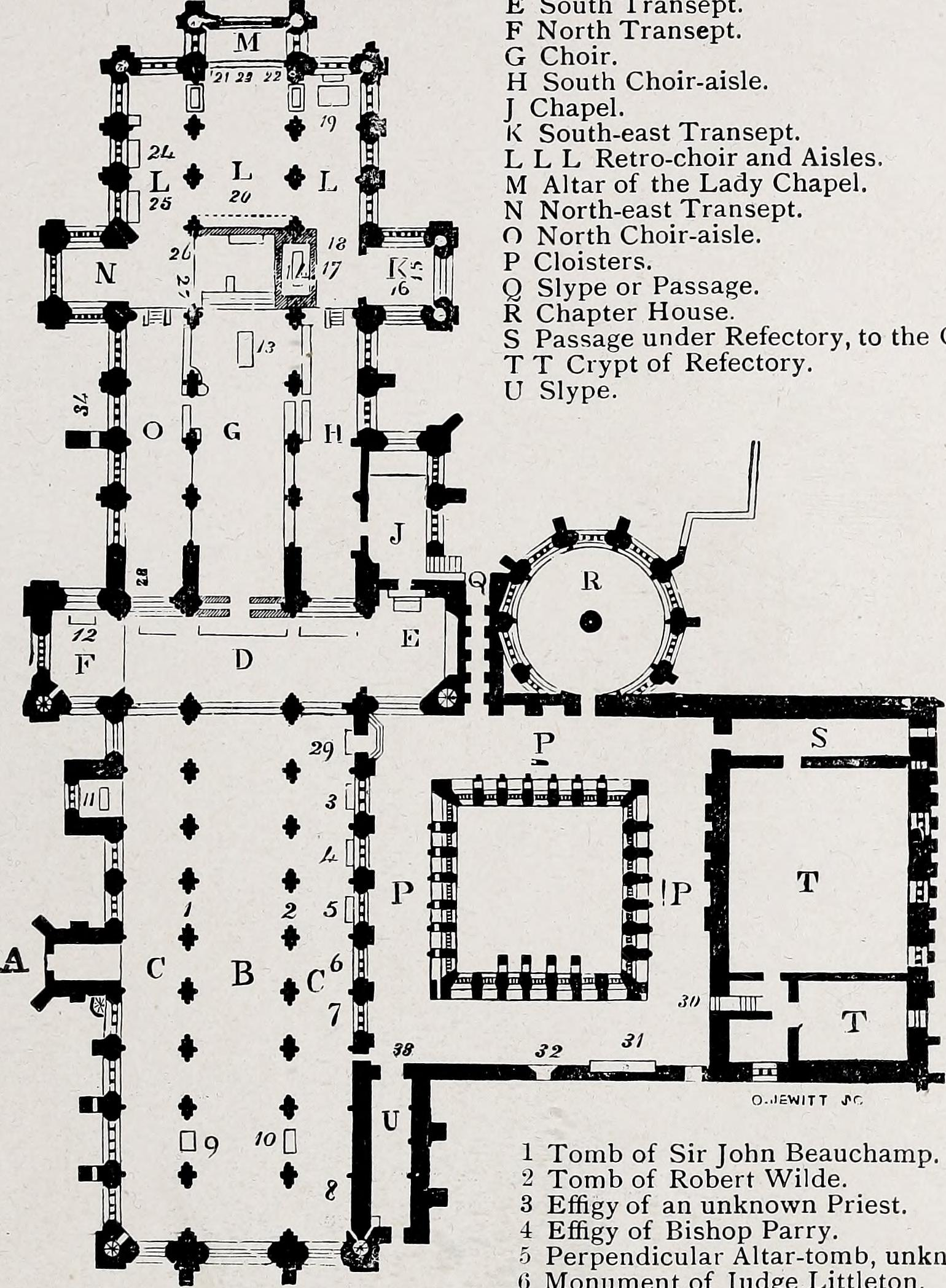
Chor (G) und Retrochor (L) der Kathedrale von Worcester
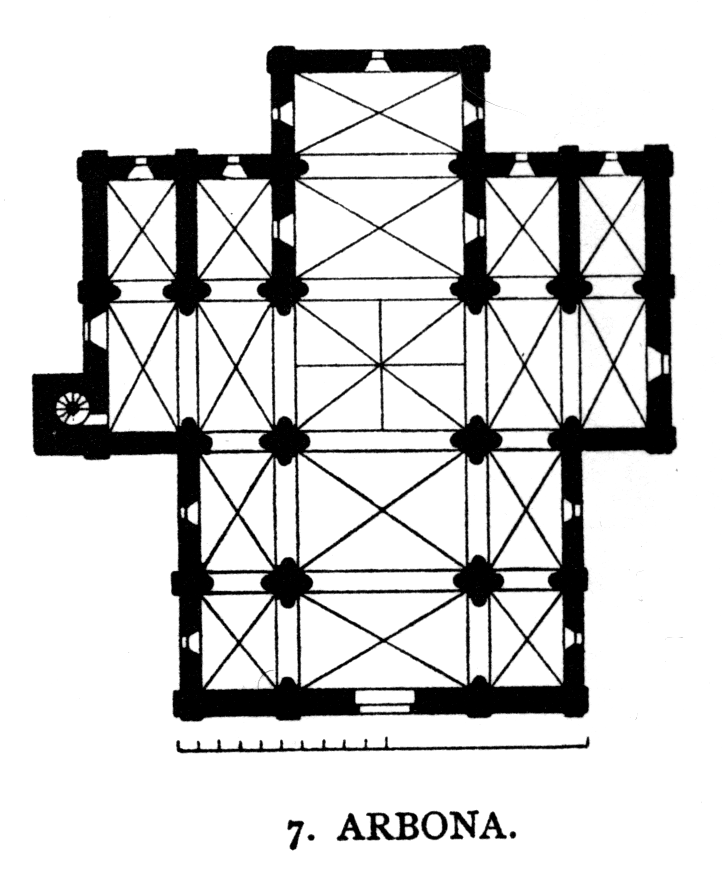
Zisterzienserchor: gerader Chorschluss, am Querhaus aufgereihte Kapellen
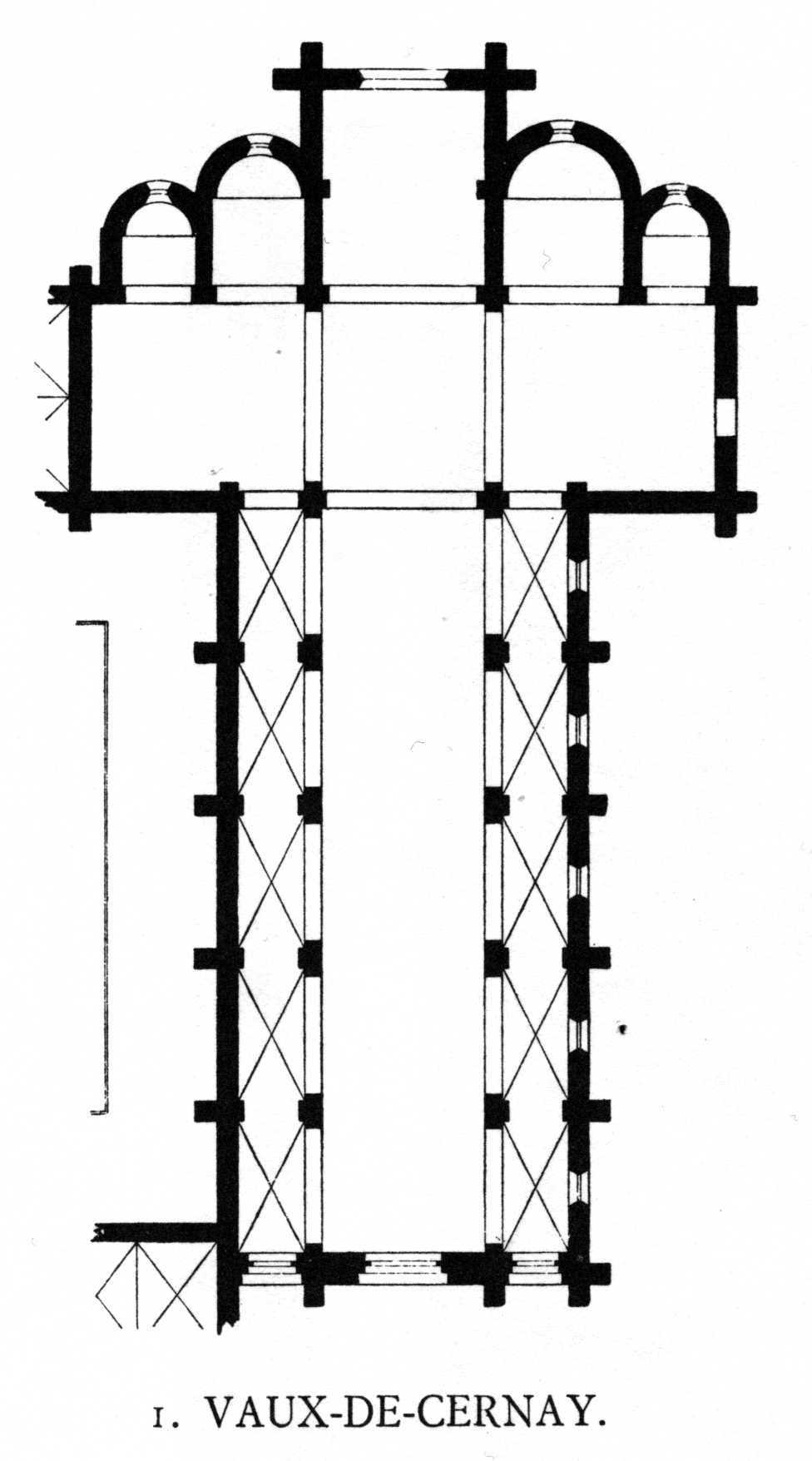
Staffelchor: gestaffelte Kapellen
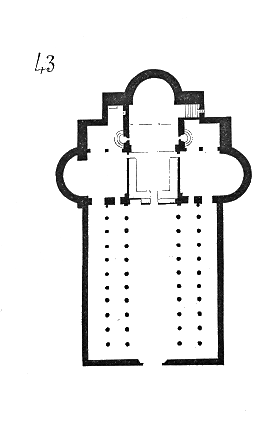
Drei-Konchen-Chor in der Geburtskirche in Bethlehem
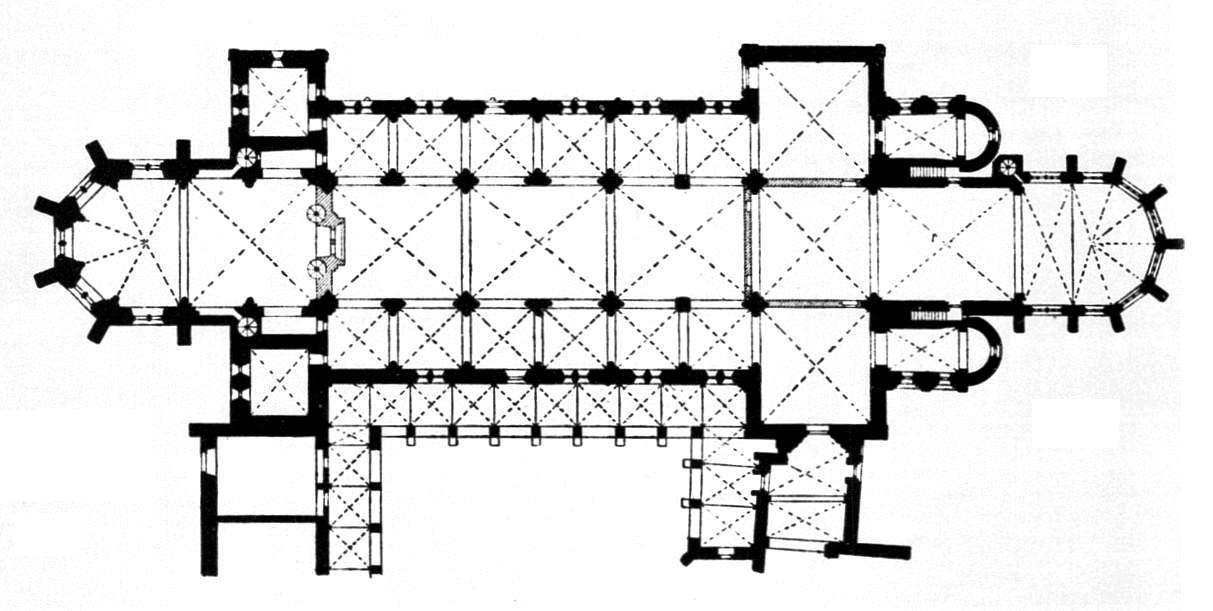
Doppelchoranlage

## Schola cantorumundCoro
Ab dem 9. Jahrhundert bis zum 11. Jahrhundert entstand in italienischen, vor allem stadtrömischen Kathedralen der Typus eines umschrankten rechteckigen Bezirks im Mittelschiff westlich vom Chor, etwa einen Meter von den Chorschranken entfernt, als Ort für Kleriker und Sänger während des Gottesdienstes. Er wurde durch Marmorschranken begrenzt und hatte Zugänge im Osten und Westen; in der Mitte der Längsseiten befanden sich erhöht der Ambo und die Kanzel.

## Iberische Halbinsel

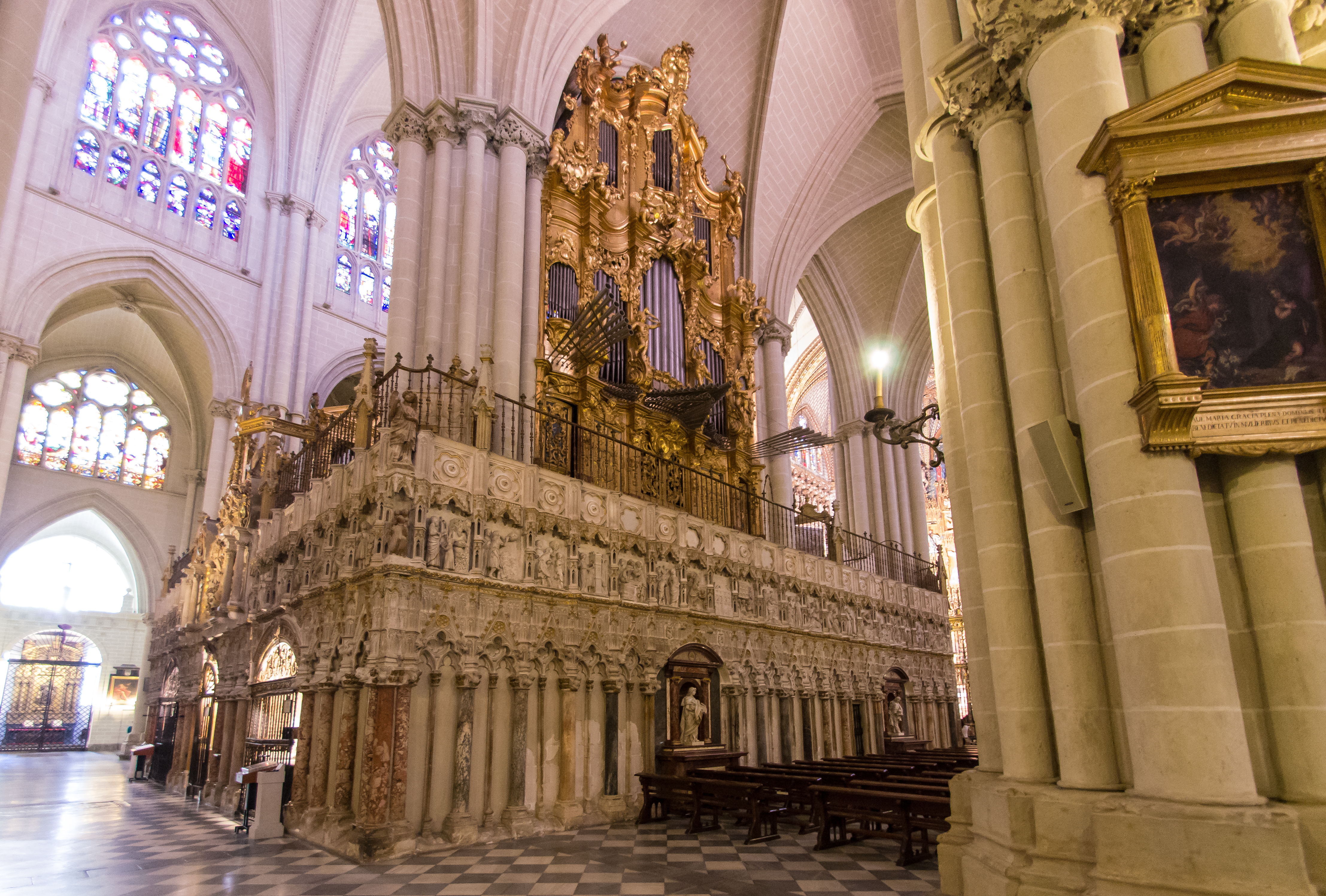
Coro und Trascoro der Kathedrale von Toledo

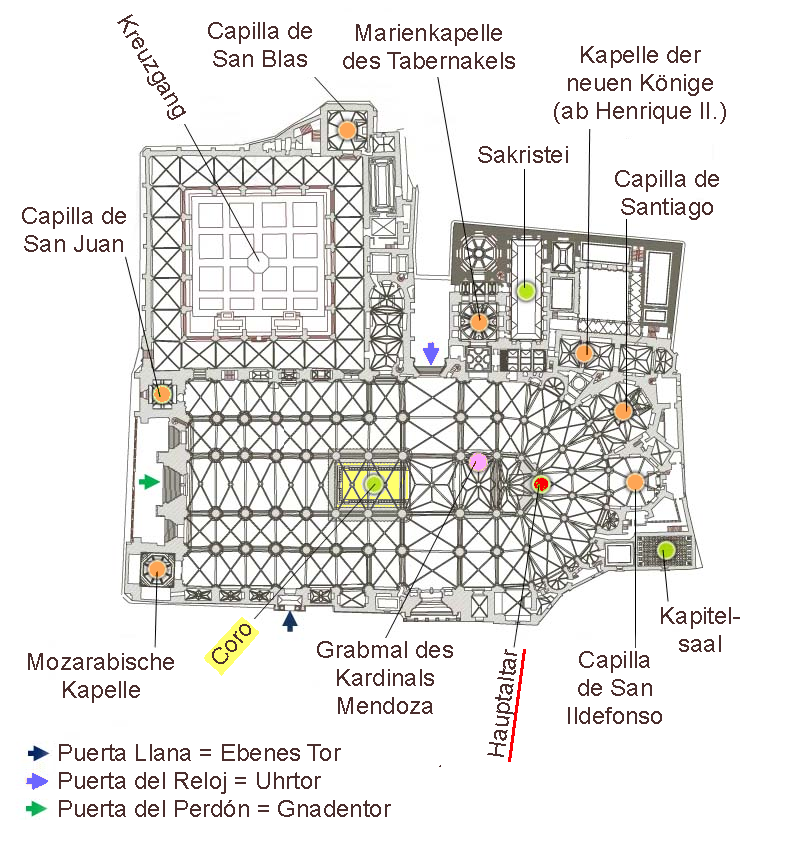
Plan der Kathedrale von Toledo

In einigen Kathedralen und Stiftskirchen im Süden Spaniens und Portugals wurde das Chorgestühl aus der Nähe des Hauptaltars in der capilla mayor (ES) bzw. capela-mor (PT) verlagert in westlich der Vierung gelegene Bereiche des Hauptschiffs. Wie die in den meisten Teilen Europas üblichen Chöre in den Ostteilen der Kirchen wurden die westlich gelegenen zunächst seitlich, später auch nach Westen durch reich mit Figuren und Ornamentdekor gestaltete Mauern oder durch ein kunstvoll geschmiedetes Gitter abgegrenzt. Dieser Bereich wird als Coro bezeichnet. Der Coro enthält das Chorgestühl, aber nicht den Altar. Bei ihm handelt es sich daher auch um keinen Chor im architektonischen Sinn, sondern im Sinn seiner Funktion als abgegrenztem Bereich des Klerus. In einer späteren Phase wurde seine Westwand durch eine reich verzierte und oft mit einem weiteren Altar versehene Schauseite geschlossen, diese wird Trascoro genannt.
Der Chor konnte auch auf einer Empore am westlichen Ende des Langhauses platziert werden, beispielsweise in der Kathedrale von Évora. Bezeichnenderweise wird im Spanischen das Wort Coro auch für eine Empore verwendet.
In der Kathedrale von Sevilla befindet sich der Chor wie in Toledo im Mittelschiff des Langhauses westlich an die Vierung anschließend. Dort wurde sogar die Capilla mayor verlagert und liegt im Mittelschiff östlich an die Vierung anschließend. Am Ostende des Mittelschiffs (wo sich in spanischen Kirchen üblicherweise die Capilla maior befindet) liegt die Capilla  real (Königskapelle). Immerhin kann auch außerhalb der iberischen Halbinsel eine Kathedrale ein wichtiges Heiligtum östlich des Hauptaltars haben, beispielsweise als Scheitelkapelle an einem Umgang.